# مدرسه پزشکی دانشگاه کانزاس
مدرسه پزشکی دانشگاه کانزاس (به انگلیسی: University of Kansas School of Medicine) یک دانشکده پزشکی دولتی در ایالت کانزاس است.

## بیمارستانهای آموزشی
- بیمارستان دانشگاه کانزاس
- بیمارستان کودکان مرسی